# Mistrovství světa v sudoku 2006
Mistrovství světa v sudoku 2006 bylo vůbec prvním světovým šampionátem v tomto sportu a konalo se ve městě Lucca v Itálii ve dnech 10.–12. března 2006. 
Zúčastnilo se jej 88 hráčů z 22 zemí. Mistryní světa se stala Češka Jana Tylová. Do finálové špičky se z 5. pozice dostal také další Čech Robert Babilon.

## Výsledky individuální soutěže
1. Jana Tylová
2. Thomas Snyder
3. Wei-Hwa Huang